# Pont de l'Europe (Strasbourg)
Pour les articles homonymes, voir Pont de l'Europe.
Le pont de l'Europe de Strasbourg - Kehl est un pont routier frontalier entre l'Allemagne et la France au-dessus du Rhin. Il s'agit d'un pont routier à quatre voies qui permet, de part et d'autre des voies routières, le passage des piétons et des cyclistes. Il s'agit du seul pont routier reliant Strasbourg à Kehl et il était jusqu'à l'ouverture de la passerelle des Deux Rives en 2004, également le seul passage pour franchir le Rhin pour les piétons et les cyclistes. Le pont actuel date de 1960 et son nom est le symbole de la réconciliation franco-allemande au lendemain de la Seconde Guerre mondiale.
Environ 130 000 véhicules par jour transitent par ce pont. Il s’agit du point de passage transfrontalier le plus fréquenté entre la France et l’Allemagne.

## Le pont de 1897
Dès 1388 un pont dit Lange Bruck existait à Strasbourg sur le Rhin, il fut souvent détruit et à nouveau reconstruit. Avant l'inauguration du premier pont routier moderne sur le Rhin Supérieur en 1897 il existait un pont pour le trafic routier de 250 m de long après la révision du tracé du fleuve datant de 1850. Cette longueur était de 350 m en 1815.

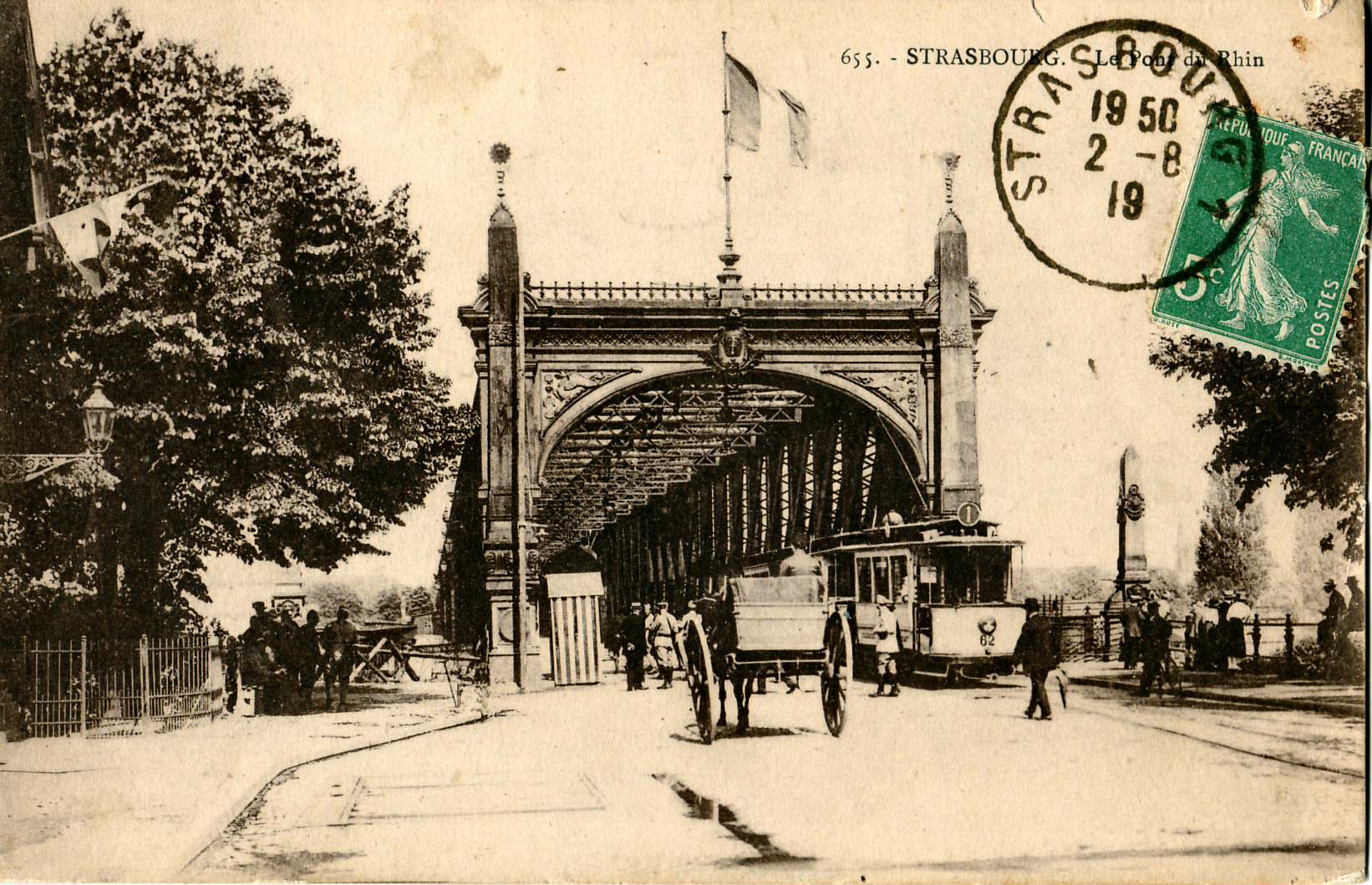
Le pont, au lendemain de la Première Guerre mondiale.
Au premier plan, la guérite de douane et une rame de la ligne 1 du Tramway de Strasbourg.

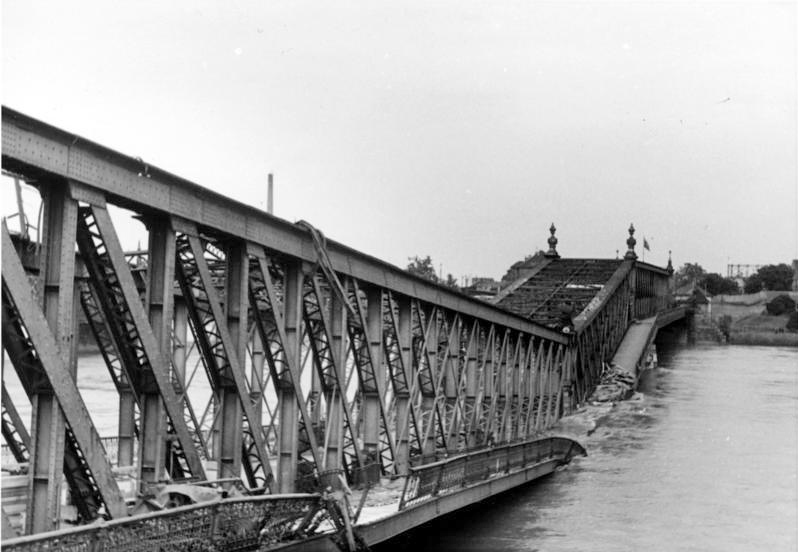
Le pont détruit en 1940

Le nouveau pont se trouvait en amont du pont ferroviaire de Kehl de 1861 et fut inauguré le 24 novembre 1897. Le montant d'1,7 million de Reichsmark fut supporté à hauteur de 630 000 Reichsmark par le Grand-duché de Bade et le Reichsland d'Alsace-Lorraine. La ville de Strasbourg contribua avec un montant de 228 000 Reichsmark et la compagnie de tramways avec 112 000 Reichsmark. Une ligne du Tramway de Strasbourg permit une prolongation vers Kehl.
L'armature parallèle du pont d'acier en treillis était long de 234,9 m et se présentait avec trois ouvertures permettant 87,9 m d'appuis sur les côtés et 59,1 m pour la pile du milieu.
La voie de circulation était large de 7,8 m et était saillie des deux côtés par l'ajout de deux trottoirs. Les fondations des piliers atteignaient 17 m de profondeur sous le niveau de l'eau avec les caissons.
Après la Première Guerre mondiale, l'ouvrage frontalier revint à la France sur toute sa longueur, à la suite du traité de Versailles. De plus le 15 août 1920 l'exploitation de la ligne de tramway cessa sur le pont.
Le 12 octobre 1939 les troupes françaises firent sauter le pilier ouest. En mai 1940 les troupes allemandes érigèrent avec le vieux ponton de Spire un pont provisoire. Il s'ensuit en octobre 1940 après trois mois de construction un pont provisoire en bois long de 324 m étudié pour durer.
La navigation fluviale fut affectée par une construction en treillis de 50 piliers et de 7 m de hauteur. Les colonnes restantes furent tendues par 20 m de large. En juin 1942 le pont routier fut finalement reconstruit. En raison de la destruction avancée de la superstructure à l'ouest, un pilier de soutien dut être mis en place.
Le 22 ou le 27 novembre 1944 les troupes allemandes firent sauter tous les piliers fluviaux et détruisirent entièrement la superstructure. Le pont en bois fut incendié.
Les unités du génie bâtirent en avril 1945 d'abord un pont flottant. Le 7 octobre 1946, un nouveau pont provisoire fut ouvert à la circulation, érigé à l'emplacement de celui en bois incendié en 1944, 180 m au sud du «Strassenbrücke» historique.
En guise de superstructure de soutien en acier pour deux voies et deux trottoirs, la partie est du pont fut réalisée en treillis du type des chemins de fer allemands « Schaper-Krupp-Reichsbahnbrücke » à partir des piliers de soutien de 87,9 m et 59,1 m. Le côté ouest fut de construction française à partir de piliers de base de 58,1 m et 29,8 m.
Mais après à peine trois ans d'utilisation, le mauvais état de ce pont et des problèmes de sécurité nécessiteront son remplacement à court terme.

## Le pont de 1951
En attendant la construction d'un ouvrage définitif (actée le 2 avril 1951), un nouveau pont provisoire en treillis métallique sera ouvert à la circulation le 12 juillet 1951, 70 m au sud du pont du chemin de fer, sur les fondations du «Strassenbrücke».

## Le pont de 1960

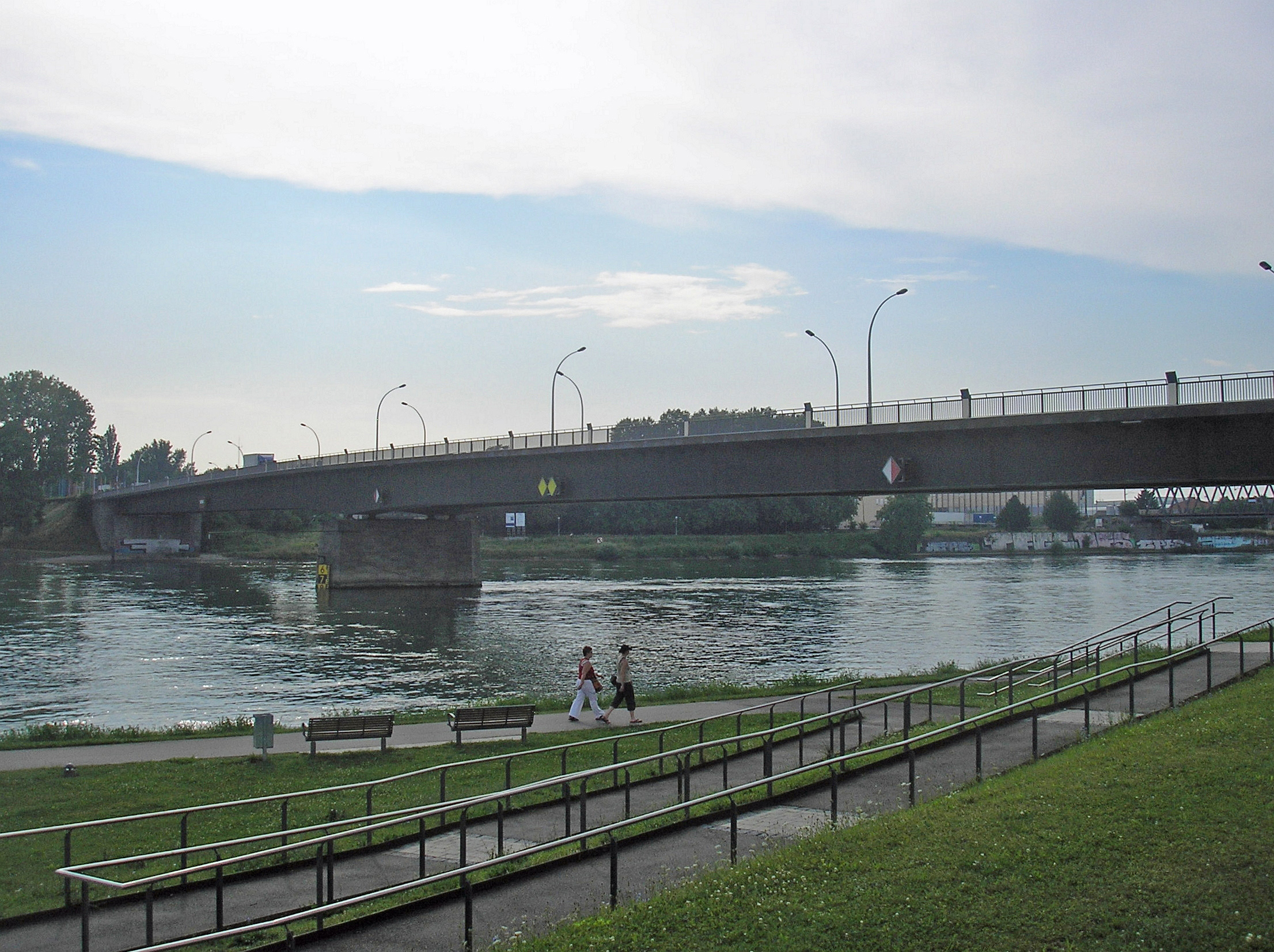
Le pont de l'Europe aujourd'hui

Le financement du pont définitif se fera attendre et il ne sera inauguré que le 23 septembre 1960 sous le nom de Pont de l'Europe pour signifier le retour de la paix en Europe et notamment la réconciliation franco-allemande. L'ouvrage repose sur deux piles lesquelles sont reliées par un tablier vouté. La longueur du tablier est de 245,4 m auxquels on peut ajouter les 122,7 m en comptant les piliers latéraux.
La hauteur du pont s'élève au-dessus des piliers à 4,9 m, et la butée est de 2,5 m. L'ouvrage large de 18,5 m repose sur deux larges caissons en acier de 3 m lesquels sont ordonnés autour d'un empattement de 9,15 m. Concernant le niveau du fleuve, une faible hauteur est observée (7,2 m) en cas de forte montée des eaux. Le comptage journalier des véhicules effectué en 2003 a révélé que 31 014 véhicules passaient par le pont en une journée.

## Photographies

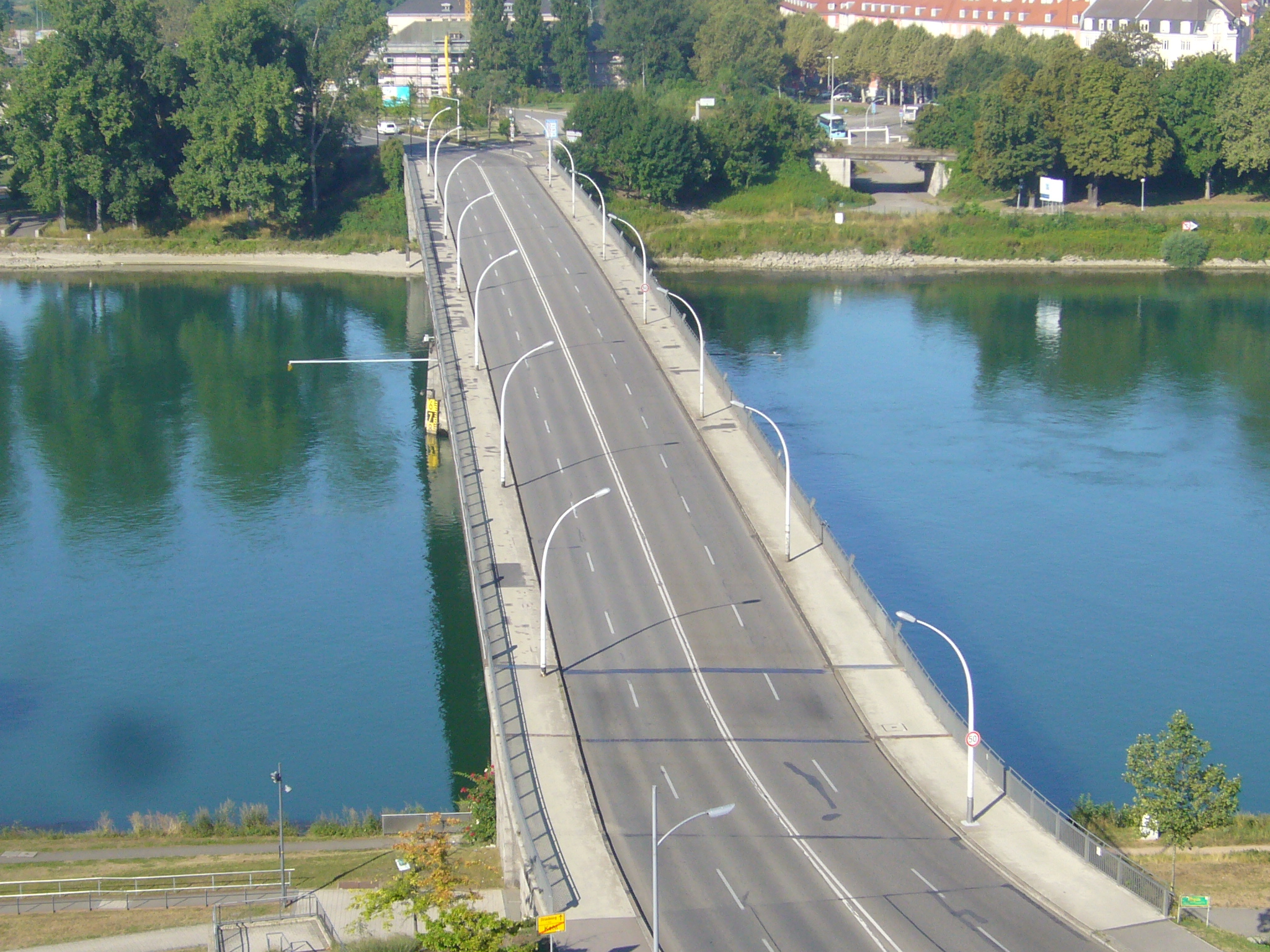
Pont de l'Europe depuis Kehl vers Strasbourg
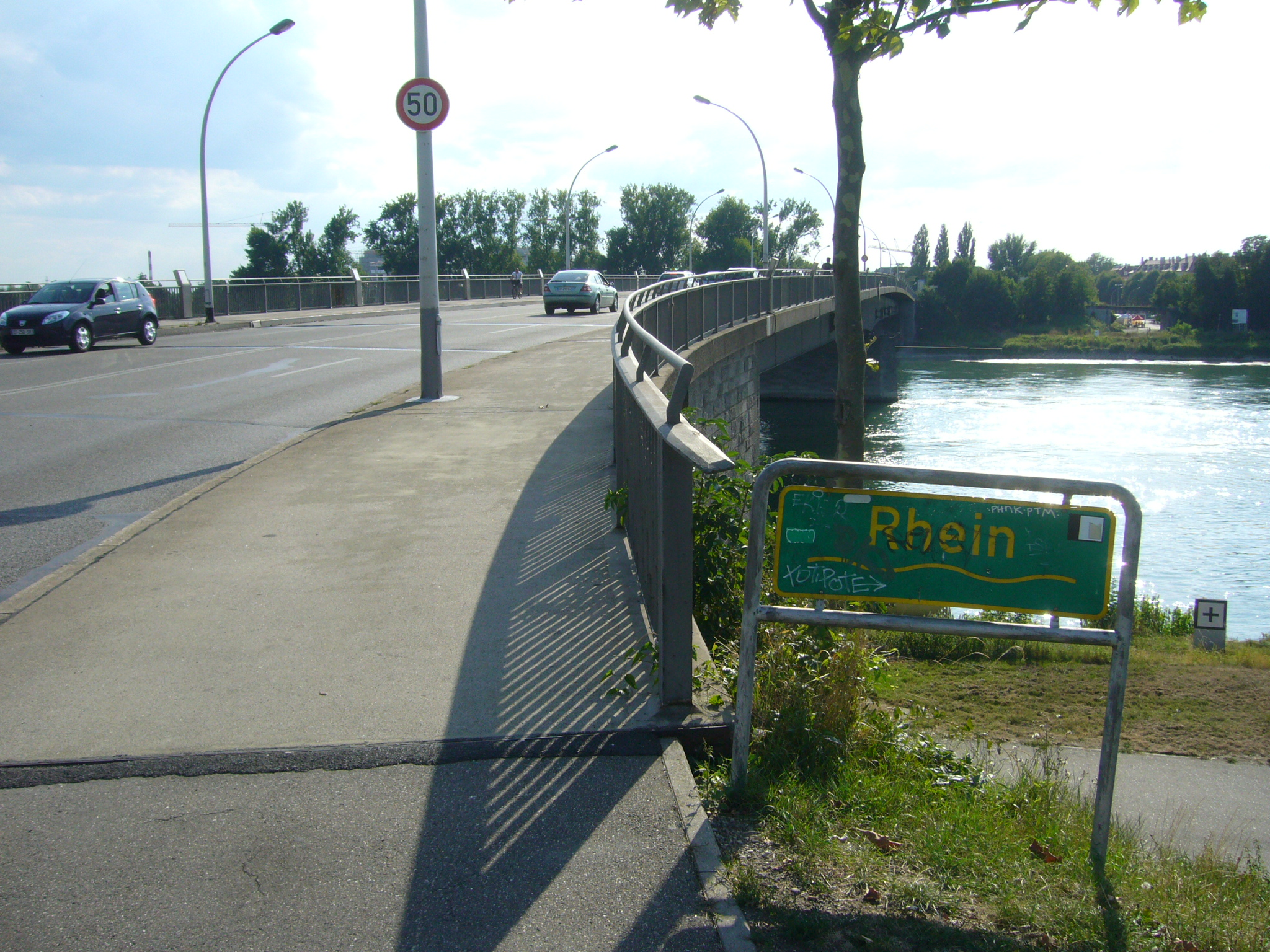
Arrivée sur le pont depuis Kehl
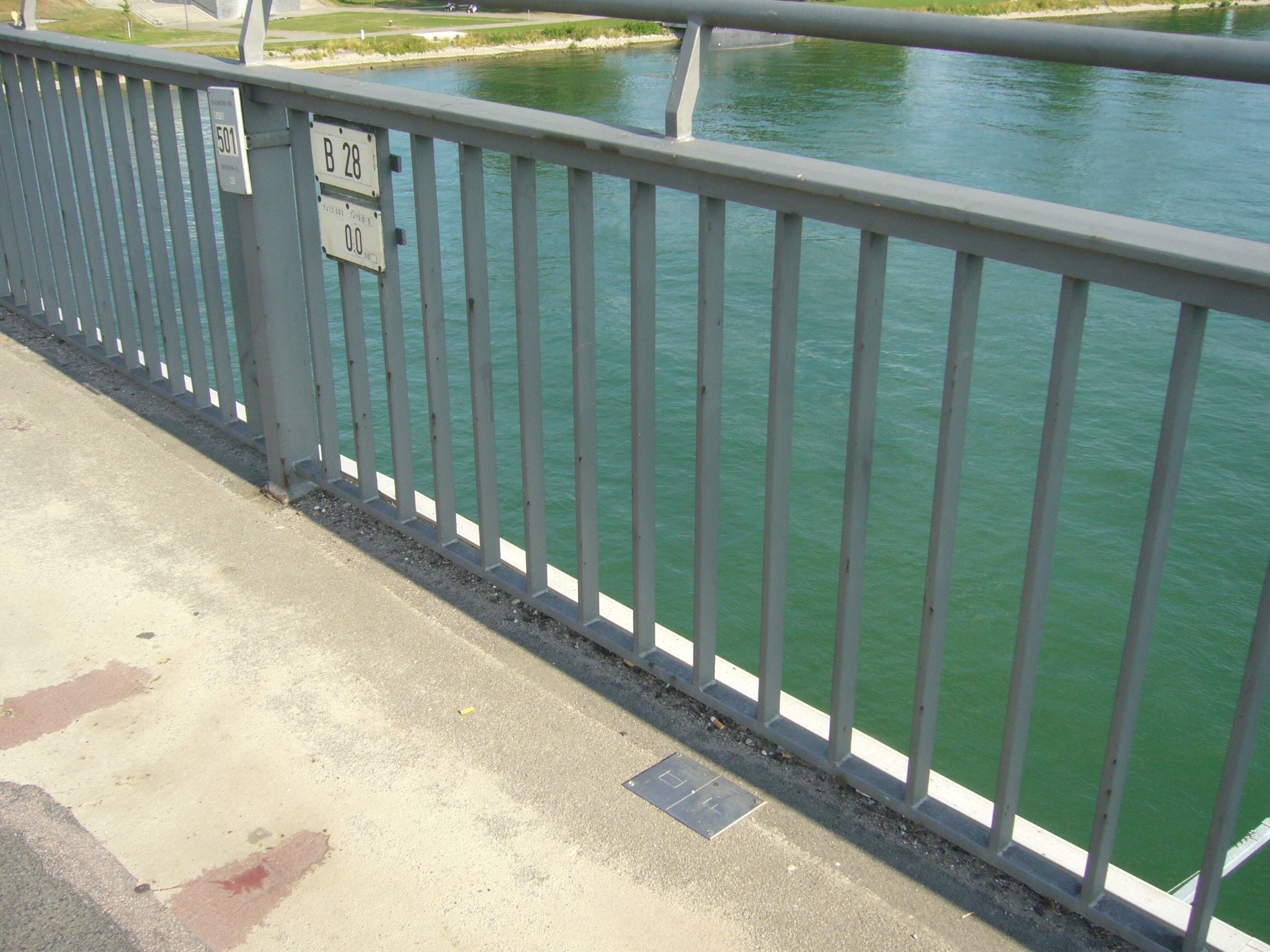
Point frontière entre Strasbourg et Kehl sur le pont de l'Europe
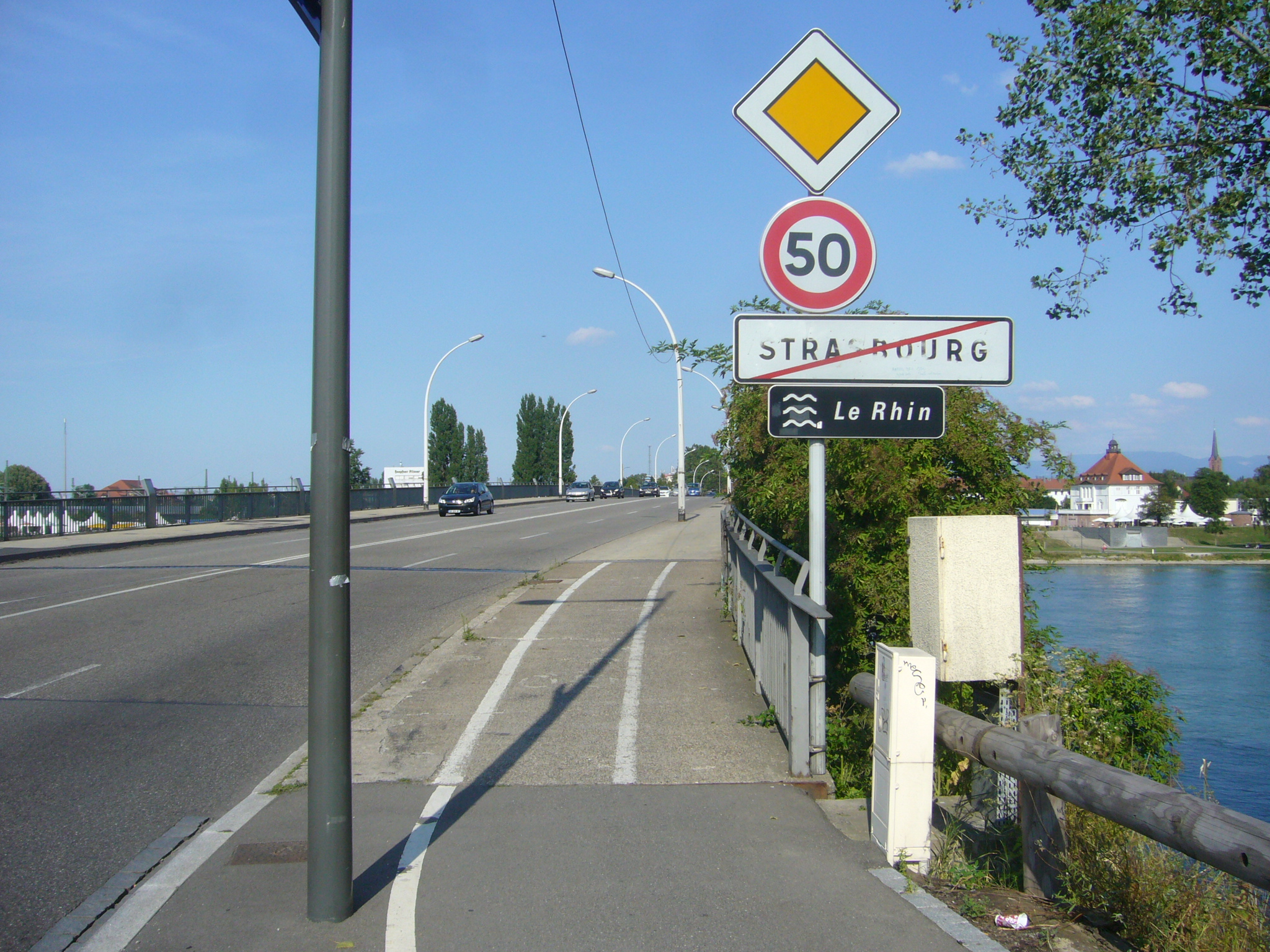
Entrée sur le pont de l'Europe depuis Strasbourg
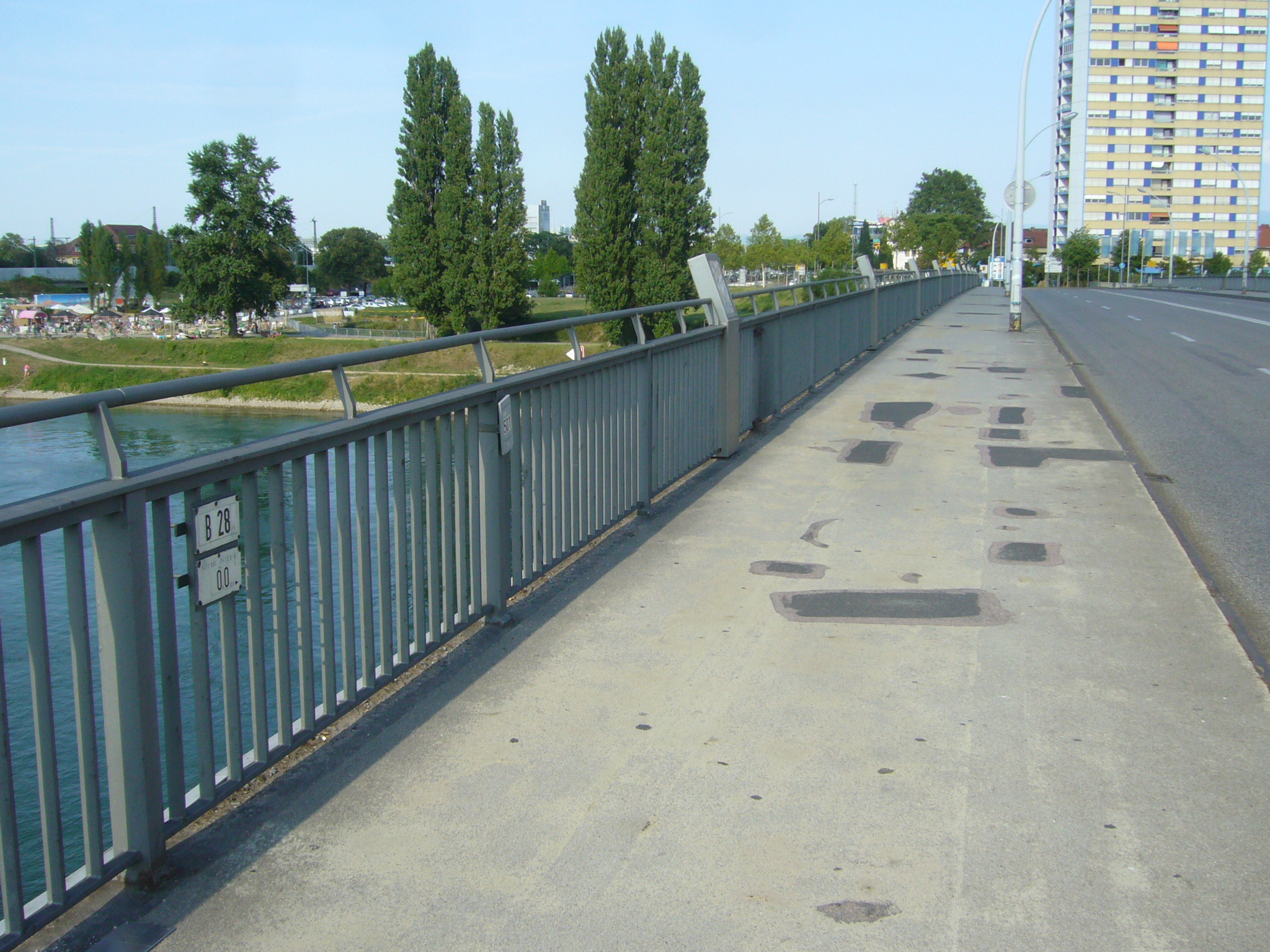
Frontière avec l'Allemagne
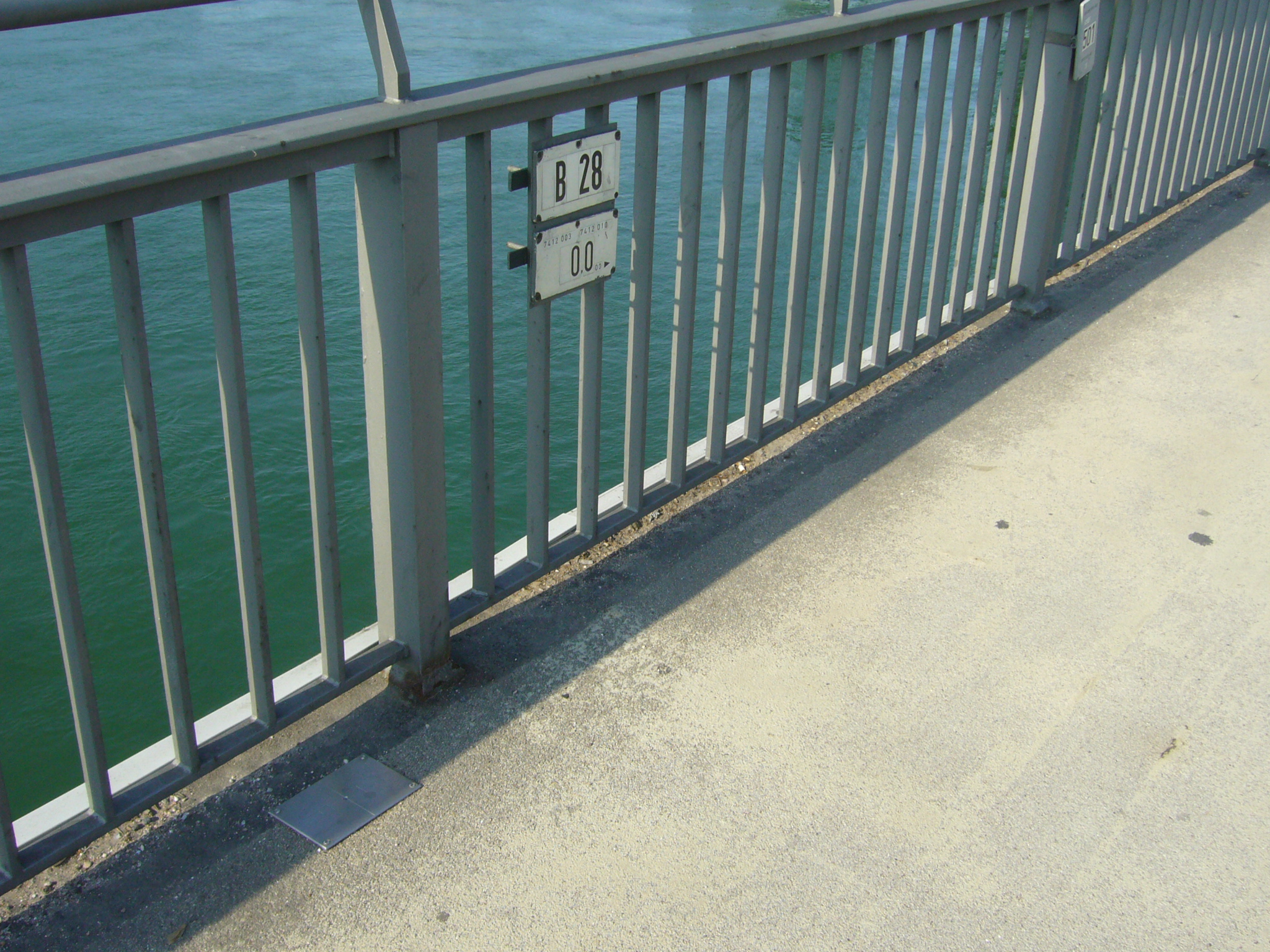
Fin de la RN4 et début de la Bundesstrasse 28 sur le pont de l'Europe